# Michel Écochard
Pour les articles homonymes, voir Ecochard.
Michel Écochard est un architecte et urbaniste français né le 11 mars 1905 à Paris, où il est mort le 24 mai 1985,.

## Biographie
Michel Écochard est élève de l’École nationale supérieure des beaux-arts dans l'atelier Paul Bigot puis de Charles Lemaresquier. Il  obtient son diplôme en juin 1932. 
II commence sa carrière à l’étranger au Levant, alors sous mandat français. Il obtient un premier poste en 1932 comme architecte du service des Antiquités en Syrie. Il participe à  la restauration de certains monuments dont la porte du temple de Bel à Palmyre. Il étudie l’évolution des bains de Damas du XIe au XXe siècle, et avec Jean Sauvaget celle des monuments ayyoubides de Damas. Ces études archéologiques lui offrent une initiation à l’urbanisme.
Il devient architecte-conseil du gouvernement syrien de 1932 à 1939 et directeur du service de l’urbanisme en Syrie de 1940 à 1944. Il établit les plans d’urbanisme des principales villes syriennes et de Beyrouth.
Il part ensuite pour le Maroc, alors sous protectorat français, pour occuper de 1946 à 1953 le poste de directeur du service de l’urbanisme. Il travaille en particulier à Casablanca où, dans le cadre de son plan d’urbanisme pour la capitale économique du protectorat, il s’attache à mettre en oeuvre une action en faveur de l’« habitat du plus grand nombre ». On lui doit ainsi la fameuse « trame sanitaire », qui vise à résorber les bidonvilles et organise un habitat horizontal sur des lots de 8m x 8m, compatibles avec une évolution future en immeubles à étages. Il s'implique à cette époque, dans le mouvement moderne et participe aux Congrès internationaux d'architecture moderne (CIAM), tout en contribuant à ouvrir, avec de jeunes architectes, comme Georges Candilis, une perspective de renouvellement, en décalage avec les théories de Le Corbusier et plus attentive à la diversité des cultures locales. Son influence a marqué durablement jusqu’à nos jours le développement urbanistique du Maroc, à travers le « logement économique », aujourd’hui appelé l’ « habitat marocain moderne ».
Enfin à partir de 1955, il ouvre une agence privée à Paris, avec les jeunes architectes Pierre Riboulet, Gérard Thurnauer et Jean Renaudie  et poursuit une carrière internationale. Il réalise des plans d’aménagement de  Dakar (1963-1967), Damas (1964-1968), Beyrouth (1961-1963), Tabriz (1966-1968), une nouvelle capitale pour le Sultanat d’Oman (1973). Il conçoit également plusieurs musées et de grands équipements scolaires, universitaires et hospitaliers en Afrique (Cameroun, Congo, Côte d'Ivoire) et au Proche-Orient (Iran, Koweït, Liban).
En France, dans les années 1960, Michel Écochard construit la maison de la Culture de Nanterre, l’École de la Sécurité sociale à Lyon, une école primaire à Martigues. En 1964, il reçoit le prix du « Cercle d’études architecturale », organisme créé en 1951 et initialement présidé par Auguste Perret, et, à partir de 1966, il est approché par le Directeur des études de la section architecture de l’ENSBA, Jean Fayeton, pour occuper la chaire de l’enseignement de l’urbanisme. Cette matière, jusqu’alors, figurait seulement comme enseignement optionnel assuré dans le cadre du séminaire Tony Garnier (SATG) de A. Gutton et R. Auzelle. La disparition prématurée de Fayeton et les désaccords d'Écochard avec certains de ses assistants entraineront sa démission avant que n’éclate le mouvement de Mai 1968. 
Il réalise également l’aménagement de la zone à urbaniser en priorité (ZUP) de Martigues et l’étude d’un centre d’estivage à Cervione en Corse. Entre 1969 et 1971, il élabore, sur la demande de la DATAR, le schéma d'aménagement de la Corse. 
En 2012, la Ville de Martigues baptise une place située dans le quartier de la ZUP Notre-Dame des Marins du nom de Michel Écochard, en reconnaissance de la qualité du travail architectural pour l'école Di Lorto qu'il a réalisée, et du caractère structurant des options d'aménagement urbain définies dans les années 1960,.

## Œuvres

### Publications
- 1937 Consolidation et restauration du portail du temple de Bêl à Palmyre, Syria. Archéologie, Art et histoire[17]
- 1950 Note sur un édifice chrétien d'Alep, Syria. Archéologie, Art et histoire[18]
- 1955 Casablanca, le roman d'une ville Éditions de Paris[19].

### Architecture
- 1936 Musée national de Damas
- 1954-1955 Collège Protestant Français de Jeunes-filles de Beyrouth avec Claude Le Cœur
- 1954-1958 Université de Karachi avec Pierre Riboulet et Gérard Thurnauer
- 1959 Collège des Frères Maristes à Saïda.
- 1960 École de  la Mission  Laïque à Beyrouth, maintenant Grand Lycée franco-libanais
- 1960-1981 Musée de Koweït est imaginé comme une structure en ombrelle qui protège du soleil les bâtiments du Musée construits en dessous. Cette disposition sera utilisée par la suite pour le Louvre Abou Dabi. Le Musée sera détruit par les bombardements de la Guerre du Golfe en 1991.
- 1961-1964  Université  d'Abidjan
- 1963 Centre d 'Enseignement Supérieur du Congo à Brazzaville
- 1963-1973 Université  de  Yaoundé
- 1964 École  primaire  dans  la  Z.U.P.  de  Martigues
- 1967 Maison  de  la  Culture  de  Nanterre, devenu  le  Théâtre  Nanterre-Amandiers